# Pierre-Michel Duffieux
Pierre-Michel Duffieux (Saint-Macaire, 21 février 1891 - Besançon, 3 juin 1976) est un physicien français à l'origine de l'optique de Fourier.

## Biographie
Duffieux s'intéresse à la physique grâce aux cours de Pierre Duhem au lycée à Bordeaux. En 1912, il rentre à l'École normale supérieure. Durant la Première Guerre mondiale il est engagé dans des travaux militaires sous la supervision de Henri Bénard, appliquant les méthodes de Fourier de mesures des coefficients de conductivité thermique. Ce travail donnera lieu à des publications scientifiques.
En 1920, Duffieux obtient l'agrégation de physique et devient l'assistant de Charles Fabry à Marseille. Il obtient son doctorat en 1925 avec une thèse sur la spectroscopie de bandes. Par la suite, il travaille sur la spectroscopie à interférences et s'établit à Rennes en 1927. Durant la Seconde Guerre mondiale, Duffieux découvre l'optique de Fourier, présentant son idée à une rencontre la Société française de physique en 1941 à Paris et publiant plusieurs articles. Il réalise une monographie sur le sujet en 1943–1944, qui sera publiée à titre privé après la guerre en 1946. Ces travaux reçoivent un écho mineur en dehors de France jusqu'à ce que Born et Wolf attirent l'attention dessus dans Principles of Optics (1959). Une seconde édition du livre de Duffieux est publiée en 1970 par Masson (Paris) et une traduction en anglais en 1983. Après la guerre, Duffieux s'établit à Besançon et y devient professeur d'optique à l'université.
Duffieux s'est également intéressé à la philosophie, à la musique et à la signification et l'interprétation de la théorie quantique.